# Onthophagus poringensis
Onthophagus poringensis là một loài bọ cánh cứng trong họ Bọ hung (Scarabaeidae).